# Low Summit
Low Summit är en bergstopp i Antarktis. Den ligger i Östantarktis. Nya Zeeland gör anspråk på området.
Terrängen runt Low Summit är varierad. Havet är nära Low Summit åt sydväst. Trakten är glest befolkad. Närmaste befolkade plats är McMurdo Station, 20,0 kilometer söder om Low Summit. 